# Шименас, Альбертас
Альбертас Шименас (лит. Albertas Šimėnas; род. 17 февраля 1950, Папиляй, Литовская ССР) — литовский государственный деятель, премьер-министр Литвы зимой 1991 года, министр экономики Литвы с 1991 по 1992 год.

## Биография
Альбертас Шименас родился 17 февраля 1950 года в Папиляе, на территории Литвы. Учился в начальной школе в деревне Анталина. В 1967-м Альбертас закончил Трошкунайскую среднюю школу. С 1967 по 1972 год учился на экономическом факультете Вильнюсского университета, по окончании которого получил диплом математика-экономиста. С 1984 по 1989 год он читал лекции в Вильнюсском техническом университете.
В конце 1980-х Альбертас Шименас вступил в ряды Саюдиса и в феврале 1990 года был избран депутатом Верховного Совета Литовской ССР, который уже 11 марта того же года провозгласил восстановление независимости Литвы и переименовался впоследствии в Восстановительный Сейм. Шименас был одним из подписавших Акт о восстановлении независимости Литвы. 10 января 1991 года, после того как первое правительство Литвы под руководством Казимиры Прунскене ушло в отставку из-за резкого роста цен, Шименас стал премьер-министром страны. Политик исчез 13 января 1991 года, когда были введены советские войска в Вильнюс, чтобы предотвратить выход республики из СССР. В условиях отсутствия Альбертаса Шименаса литовский Сейм на внеочередной сессии был вынужден избрать нового премьер-министра. Им стал Гедиминас Вагнорюс. Оказалось, что во время событий 13 января Шименас с семьей скрывался в городе Друскининкай на юге Литвы. 14 января политик снова появился в Сейме.
В мае 1991 года он был назначен министром экономики Литвы в правительстве Г. Вагнорюса. Шименас оставался на этой должности до 21 июля 1992 года, когда правительство Вагнорюса было отправлено в отставку. В 1994 году политик вошел в Христианско-демократической партии Литвы, от которой был избран в Сейм в 1996 году.
В 2004 году Альбертас Шименас безуспешно баллотировался в Сейм Литвы и в Европарламент, после чего направил свои усилия к частному сектору.

## Награды
- 2000 г. — Медаль Независимости Литвы[5]